# Diahot
Le Diahot est le plus long fleuve de Nouvelle-Calédonie. C'est également le seul à avoir une orientation sud-nord. Il s'écoule sur la commune de Ouegoa Province Nord et se jette dans le lagon calédonien.

## Géographie
Ce cours d'eau possède une longueur de 55 km et s'écoule du sud au nord entre les deux parties de la Chaîne Centrale : Le massif du Panié à l'est et la partie avançant jusqu'à Poum à l'ouest.

### Bassin versant
Le bassin versant possède une altitude moyenne de 430 m et une pente moyenne de 26 %. Il est recouvert à 43 % de savanes fruit de l'écobuage et de l'élevage. Les surfaces restantes sont recouvertes de végétation dense caractéristique de la cote est (37 %) et de broussailles (19 %).
Le sous-sol du bassin versant est composé quasi exclusivement de schistes et de micaschiste (98,9 %).

### Organisme gestionnaire
L'organisme gestionnaire est la DAVAR ou Direction des Affaires Vétérinaires, Alimentaires et Rurales, par son service de l'eau créé en 2012, avec deux pôles le PPRE pôle de protection de la ressource en eau et le PMERE pôle mesures et études de la ressource en eau,.

## Affluents
- Parari (rd[note 2]),
- Paroua (rd),
- Tâdé (rd),
- Bubwa (rd),
- Pwé Bwadu (rd)
- Pwe Run (rg),

## Hydrologie
Son régime hydrologique est dit pluvial tropical.

### Le Diahot à Bondé Sainte-Anne
Le Diahot a été observé sur une période cumulée de 43 ans entre 1955 et 2008. L'embouchure étant très influencée par les marées les débits sont mesurés au lieu-dit « Bondé Sainte-Anne ». Son bassin versant y est de 248 km2.
Le débit moyen annuel ou module du fleuve à cet endroit est de 4 m3/s. Cependant, étant donné la grande variabilité des débits journaliers et la forte influences des épisodes de crue sur les valeurs moyennes, cette grandeur est peu représentative de ce que l’on observe fréquemment dans les cours d’eau. Ainsi, c'est le débit médian, moins sensible aux valeurs extrêmes, qui est utilisé pour caractériser les débits habituels des cours d’eau : le débit journalier médian caractérise la valeur de débit qui est dépassée en moyenne un jour sur deux et vaut pour le Diahot 2,3 m3/s.
Le Diahot présente des variations saisonnières de débit bien marquées, avec des crues durant la saison humide (décembre-avril) et un pic important de 11 m3/s au mois de mars. Les basses eaux ont lieu lors de la saison sèche (juillet - novembre)en été (juillet à septembre), entraînant une baisse du débit moyen mensuel jusqu'au niveau de 1,1 m3/s au mois de septembre.

### Étiage ou basses eaux et DCE
Les valeurs d'étiage peuvent descendre très bas avec un DCE médian de 0,59 m3/s et un DCE centennal sec de 0,2 m3/s.

### Crues et temps de concentration
Le débit de la crue annuelle s'élève à 500 m3/s et la crue décennale à 1 906 m3/s.
La crue centennale, quant à elle, est comprise entre 3 375 m3/s et 5 400 m3/s selon les évaluations des maxima de crue observés.
Le maximum de crue observé l'a été lors de la dépression tropicale du 6 février 1972. Son débit a alors été évalué à 3 720 m3/s.
La taille réduite des bassins versants calédoniens leur confère une réactivité aux aléas très importantes. Ainsi le temps de concentration qui reflète la durée qui sépare le maximum de pluie d'un épisode avec la maximum de débit correspondant n'est que de 4 h 25 pour le Diahot.

### Lame d'eau et coefficient d'écoulement
Le bassin du Diahot reçoit annuellement une lame d'eau précipitée moyenne de 1 097 mm alors que la lame d'eau écoulée est de 796 mm. Le coefficient d'écoulement moyen interannuel est ainsi de 50 %.